# Parapiophila lonchaeoides
Parapiophila lonchaeoides är en tvåvingeart som först beskrevs av Zetterstedt 1838.  Parapiophila lonchaeoides ingår i släktet Parapiophila, och familjen ostflugor. Arten är reproducerande i Sverige.